# ケルン大聖堂中央建築協会

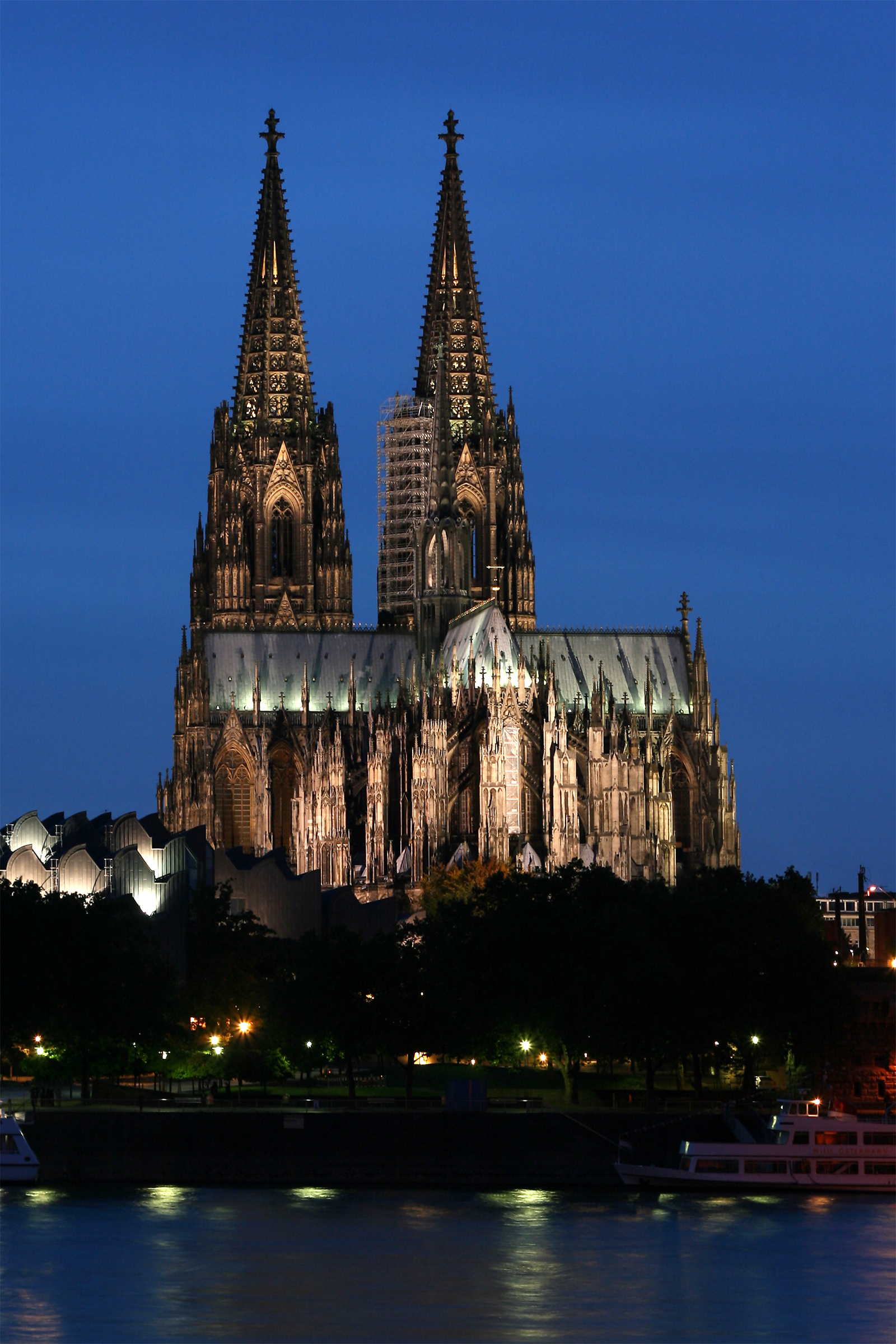
ケルン大聖堂

ケルン大聖堂中央建築協会（ドイツ語: Zentral-Dombau-Verein zu Köln von 1842 (ZDV)）は、ケルン大聖堂の建設と維持を目的とする公益法人協会である。そのモットーは我ら大聖堂と共にあり続ける! である。

## 設立の目的
ケルン大聖堂中央建築協会の主要な任務は、ゴシック様式大聖堂として著名なケルン大聖堂の建設援助と維持管理である。ケルン大聖堂の維持管理費用は最近、年間約1000万ユーロに達している。この協会がその維持管理費用のおおむね60%を負担し、残りの40%は連邦政府と地元州、教会が担っている。今日、ケルン大聖堂中央建築協会には14.200人の会員が属している。地元のケルンに住む会員は半数程度で、残りはドイツを越えて全世界に広がっている。この協会は超党派、超教派であり、ローマ・カトリック教会ケルン大司教区には属さない独立組織である。

## 歴史
1840年9月3日、多数のケルン市民がケルン大聖堂中央建築協会設立に関する請願書をプロイセン王フリードリヒ・ヴィルヘルム4世に提出した。ウィーン会議後、ケルンはプロイセン王国のラインラント州の一部になっており、公益法人設立認可のためにはプロイセン王による裁可が必要だった。1840年11月23日、フリードリヒ・ヴィルヘルム4世はケルン大聖堂の建築を再開するための公益法人設立を裁可し、同時にケルン大聖堂中央建築協会に1万ターラーを毎年援助することを約束した。建築再開に関して、知名度のある主導者としてズィビレ・メルテンス＝シャーフハウゼン、ズルピツ・ボワスレー、ヨゼフ・ゲレス、ジャン＝マリー・ファリナ、アウグスト・ライヒェンスペルガーらがいた。
プロイセン王の裁可を得て、1841年に協会設立準備が開始された。ケルン市役所に100人を超える会員が集まり、準備委員会を結成し、5人の委員を選出した。これは協会の法人格を得るための必要な措置であった。1841年12月8日、フリードリヒ・ヴィルヘルム4世が、ケルン大聖堂建築協会の規則を最高政令として承認した。協会規則第1条は、最高顧問であるプロイセン王フリードリヒ・ヴィルヘルム4世に関する規定である。大聖堂中央建築協会という名称で、ケルンに一つの公益法人が設立されたのである。その目的は、ケルンのローマ・カトリック教会大聖堂への金銭寄付行為の管理と、その荘厳さを守るための施設維持と、本来の設計プランによる大聖堂の建築を継続することである。
翌1842年1月15日に暫定委員会が開かれ、2月9日までに役員名簿を登記した上で会員たちに公表することを決定した。初代総裁はハインリヒ・フォン・ヴィトゲンシュタインであった。互選されて協会理事会に入った者たちとは別に、最初から理事会に入ることになっていた公職者もいた。ケルン市長、ケルン大聖堂建築主任、ケルン大司教、ケルン大聖堂首席司祭である。
1851年12月に大聖堂建設宝くじ発行という構想が協会指導部で議論された。1852年2月8日、この目論見は結局却下された。宝くじの発行は卑しい行為であるとの理由であった。1861年12月22日に大聖堂建築主任のエルンスト・フリードリヒ・ツヴィルナーが死亡した時、協会は教会機関紙の第1面に黒い縁取りで訃報を掲載した。建築主任ツヴィルナー以外にこのような扱いを受けたのは、7年前に逝去したフリードリヒ・ヴィルヘルム4世だけであった。
1864年6月14日、協会理事会は結局、大聖堂建築宝くじの発行を結局許可した。収入不足が見込まれたからであった。1865年9月4日、大聖堂建築宝くじの最初の抽選がおこなわれた。宝くじに限らず、さまざまな活動によって大聖堂中央建築協会は年毎に9万から17万ターラーを調達した。1842年から1880年まで協会は約600万から500万ターラーを負担した（2000万マルク、今日の価値に直すと11億ユーロ相当になる）。この負担金額は、ケルン大聖堂建築に要した費用の約75%であった。
1872年3月21日、ドイツ皇帝ヴィルヘルム1世は、普仏戦争で捕獲したフランス軍のカノン砲22門を協会に寄贈した。大聖堂の鐘を鋳造するためであった。翌1873年に、皇帝の鐘として最初の鋳造試作品が出来た。その結果は満足できるレベルではなく、同年に2度目の鋳造がおこなわれた。1874年10月、3度目になって初めて満足するレベルのものが出来上がった。
1880年9月14日、南塔に最後の石が置かれ、ケルン大聖堂の建築が終了した。大聖堂中央建築協会は1248年8月15日、聖母被昇天記念日に大聖堂の礎石が設置されたことを考慮して、1880年8月15日に完成祝典を行うことにした。しかし、ヴィルヘルム1世はこの日を避け、皇帝政令で1880年10月15日を完成祝典開催日に決定させた。10月15日は皇帝の兄であるプロイセン王フリードリヒ・ヴィルヘルム4世の誕生日であることから選ばれた。それ故、ケルン大聖堂完成式典は同日に皇帝夫妻並びにドイツの全諸侯が臨席して開催された。しかし、ケルン大司教パウルス・メルヒャースと司教座聖堂参事会員は参列しなかった。
1902年1月、大聖堂建築主任カール・エドアルト・リヒャルト・ヴォイグテルは軽率にも、大聖堂に関して100年間は修復する必要はなく、経費として毎年1万3千マルクを超えることはないと発言した。 しかし1903年10月16日、大聖堂建築主任ベルンハルト・ヘルテルは厳しい気象現象には弱いという鑑定書を提出した。1906年5月20日の盛式ミサの後、大聖堂の正面入り口に大きな重い石塊が落ちる事故が発生した。ミサ参列者は大聖堂から離れて難を逃れ、負傷者は出なかった。この出来事によって、大聖堂建築主任の警告を深刻に受け止めることになり、最初の補修作業が開始された。
1942年5月31日、ケルンは空襲を受け、大聖堂には焼夷弾が落ちた。ケルン大聖堂中央建築協会の管理棟は台座まで焼失した。
ケルン大聖堂中央建築協会の法的根拠はフリードリヒ・ヴィルヘルム4世による協会設立に関する政令である。この政令は今日においても法的に有効であり続けている。